# Gábor Vona
Gábor Vona (Gyöngyös, 20 agosto 1978) è un politico ungherese.

## Biografia
Gabor Vona nacque il 20 agosto 1978 a Gyöngyös. Studiò storia e psicologia all'Università Eötvös Loránd di Budapest.
Secondo la sua biografia, originariamente il cognome della sua famiglia era appunto Vona ma il nonno di Gábor (anch'esso chiamato Gábor) morì durante la II Guerra Mondiale combattendo contro le truppe sovietiche. La nonna paterna si sposò allora con Józsefhez Zázrivecz, che adottò così il padre di Gábor. Gábor cambiò poi il suo cognome in Vona nel periodo in cui frequentava l'università. In base a quanto riferito da Gábor Vona, il cognome proviene dai suoi antenati paterni italiani, mentre gli antenati materni erano slovacchi.
Per un breve periodo di tempo ha lavorato come insegnante di storia. Attualmente vive a Óbuda con la moglie ed il figlio Benedeket.
Vona è stato uno dei membri fondatori del partito nazionalista Jobbik e dal 2006 ne è il presidente.
Nel giugno 2007 fondò la Guardia ungherese (Magyar Gárda), un "movimento di autodifesa" nato per fare fronte al deterioramento della sicurezza pubblica. L'organizzazione fu sciolta il 16 dicembre 2008 dalla Corte Metropolitana di Budapest (Fővárosi Bíróság) perché ritenuta incompatibile con la Costituzione ungherese e i diritti delle minoranze etniche. Tale scioglimento causò la protesta di centinaia di manifestanti che furono dispersi tre ore dopo dalla polizia e molti di loro si sedettero per terra in attesa di essere arrestati, tra i quali lo stesso Vona.
Vona si candidò alla carica di Primo Ministro dell'Ungheria alle elezioni parlamentari del 2010, ottenendo il 16,7% dei voti. Nella seduta inaugurale del nuovo Parlamento ungherese, al momento di giurare sulla Costituzione, Vona si presentò indossando la divisa della Guardia ungherese (camicia bianca con gilet e pantaloni neri) con il simbolo dei Crocefrecciati, i nazisti magiari del 1944. Esso sostenne che, se il gilet era vietato, allora lui lo avrebbe considerato un atto di disobbedienza civile e sarebbe stato disposto ad affrontarne le conseguenze. Vona venne eletto capogruppo parlamentare del Jobbik e divenne membro della Commissione parlamentare dell'Agricoltura e delle sub-commissioni di Viticultura ed enologia e delle Risorse rinnovabili.
Il 12 marzo 2014 il Primo Ministro rumeno Victor Ponta ha annunciato l'avvio di una procedura ufficiale per dichiarare Gabor Vona persona non grata in Romania, da fare approvare al Presidente Traian Băsescu. Il Presidente Băsescu aveva già chiesto il giorno prima al governo rumeno un decreto per vietare la presenza dei membri di Jobbik in Romania, dopo che la settimana precedente alcuni di essi avevano partecipato ad una manifestazione di protesta per l'autonomia della Terra dei Siculi, un territorio abitato prevalentemente da magiari, tentando lo scontro con le forze dell'ordine. Tuttavia Ponta ha risposto a Băsescu che non avrebbe potuto impedire ai membri di un particolare partito che fossero anche cittadini dell'UE di entrare in Romania, ma che tale divieto avrebbe potuto valere solo per una determinata persona.
Alle elezioni parlamentari del 2014 Jobbik aumenta i propri consensi, salendo al 20,5% dei voti, e Vona viene rieletto all'Assemblea nazionale ungherese.
Sebbene nel 2016 avesse promesso di portare a vincere il partito Jobbik, dopo le elezioni parlamentari del 2018 si è dimesso per il risultato deludente. Nel 2023 ha fondato il suo Partito della Seconda Età delle Riforme.
Parla in inglese ad un livello medio e l'italiano ad un livello avanzato; è di fede cattolica.